# Irene Kyamummi
Irene Kyamummi (Kampala, 1983) és una doctora ugandesa.
Va estudiar medicina al seu país després d'aconseguir una beca del govern. En acabar la carrera va col·laborar en dispensaris mòbils en zones pobres de Kampala. El 2008 va començar a treballar a l'hospital públic més gran del país, el Mulago Hospital.
Des del 2018 va desenvolupar durant dos anys el programa de salut infantil CHEP a Nairobi per reduir la mortalitat infantil. El programa es basava en detectar malalties infantils a joves d'entre 4 i 14 anys en quatre escoles de primària. Van posar remei a centenars de malalties provocades per malnutrició, manca d'higiene o paràsits. El projecte va beneficiar més de 5.000 infants.
El 2020 el va posar en marxa un projecte similar a Uganda, on moren 55 de cada 1.000 nadons de menys d'un any. El 2020 va rebre el premi Harambee a la promoció de la dona africana.